# Burkina Electric
Burkina Electric es un grupo de música electrónica de Uagadugú, capital de Burkina Faso. Son uno de los primeros grupos de música electrónica de África. La banda fue creada en 2007 por Mai Lingani (voz), Wende K. Blass (guitarra), Kurt Dahlke (electrónica), y Lukas Ligeti (batería). Lingani y Blass son burkinabes, Dahlke (también conocido como Pyrolator) es de Düsseldorf, Alemania, y Ligeti es de Austria. En 2007 publicaron el EP "Reem Tekre" en 2007 en el sello AtaTak. El grupo creó e interpretó en directo la música del ballet "Itutu", estrenado en 2009 por la compañía de danza Armitage Ido! de Karole Armitage. Su primer álbum, Paspanga, fue publicado en 2010 por  el sello Cantaloupe. Fue descrito como "feroz" por Richard Gehr en Spin, y como "un álbum elegante y kinético" por Nate Chinen.

## Discografía
- Reem Tekre EP (2007, AtaTak)
- Paspanga (2010, Cantaloupe)